# Microchironomus clarilatus
Microchironomus clarilatus är en tvåvingeart som beskrevs av Guha och Chaudhuri 1981. Microchironomus clarilatus ingår i släktet Microchironomus och familjen fjädermyggor. Inga underarter finns listade i Catalogue of Life.